# شاهدخت یاسوکو
شاهدخت یاسوکو (به ژاپنی: 媞子内親王, Teishi (Yasuko) Naishinō)؛ ۱۰۷۶ – ۱۰۹۶ (۱۹−۲۰ سال)) ملکه افتخاری ژاپن (جونبو-ریستوگو) برای برادرش امپراتور هوریکاوا در دوره هی‌آن اهل ژاپن بود.